# Гилбер (кратер)
Кратер Гилбер је ударни метеорски кратер на површини планете Венере. Налази се на координатама 58,0° јужно и 13,6° источно (планетоцентрични координатни систем +Е 0-360) и са пречником од 25,5 км налази се у групи кратера просечне величине.
Кратер је име добио у част француске певачице и глумице из епохе бел-епока Ивет Гилбер (1865—1944), а име кратера је 1991. усвојила Међународна астрономска унија.